# ديفيد آدامز ريتشاردز
ديفيد آدامز ريتشاردز هو سياسي كندي، ولد في 17 أكتوبر 1950 في كندا. حزبياً، نشط في مستقل. وقد انتخب عضو مجلس الشيوخ الكندي (سبتمبر 2017 – ).

## وصلات خارجية
- الموقع الرسمي